# مری استر (فلوریدا)
مری استر (به انگلیسی: Mary Esther) شهری در شهرستان اوکالوسا ایالت فلوریدا است که در سال ۱۹۴۶ بنیان‌گذاری شده‌است. این شهر طبق سرشماری سال ۲۰۱۰ میلادی، ۳٬۸۵۱ نفر جمعیت داشته و مساحت آن نیز ۴٫۰ کیلومتر مربع است.